# BVE Trainsim
BVE TrainSim (англ. Boso View Express Train Simulator, 暴走 VIEW EXPRESS) — бесплатно распространяемый симулятор поезда, написанный Такаси Кодзимой. Для него существует более 300 маршрутов, собранных независимыми разработчиками, симулирующие маршруты из Азии,  Северной Америки, Южной Америки и Европы.

## История
BVE начался в 1995 году, когда Такаси «Mackoy» Кодзима был в средней школе. В то время он только купил книгу, объясняющую, как делать видеоигры на компьютере NEC PC-8801, которым он тогда пользовался. Вдохновлённый «Densha de Go!» и серией «Train Simulator», он решил сделать самодельный симулятор поезда.

## Версии

### BVE Trainsim 1
Альфа-версия BVE Trainsim 1 была выпущена в 1996 году, а в 1999 — бета-версия. До выхода BVE Trainsim 2 в качестве логотипа использовались слова 暴走 VIEW EXPRESS.

### BVE Trainsim 2
В 2001 году вышла первая стабильная версия BVE Trainsim 2. Интерфейс этой версии похож на интерфейс 1-й версии.

### BVE Trainsim 3
Эта версия не была выпущена.

### BVE Trainsim 4
Четвёртая версия программы выпущена в 2005 году, В ней была добавлена поддержка плагинов для ATS. Также, теперь игрок может менять обзор поезда со стороны, приближая или отдаляя его, а также управлять дверьми вагонов для пассажиров вручную.
Пользователям удалось запустить BVE 4 под Windows Vista после добавления нескольких библиотек DirectX.

### BVE Trainsim 5
В июле 2008 года разработчик указал, что пишет BVE сначала из-за изменений в DirectX 10, и новая версия будет официально поддерживать Windows Vista. Новая версия будет называться «Next BVE Trainsim», или «Bve IM».
BVE Trainsim 5 выпущена 5 сентября 2011 года.

## Зависимости
- .NET Framework
- DirectX